# Andrena solivaga
Andrena solivaga är en biart som beskrevs av Laberge 1967. Andrena solivaga ingår i släktet sandbin, och familjen grävbin. Inga underarter finns listade i Catalogue of Life.